# 헤르베르트 프로하스카
헤르베르트 프로하스카(독일어: Herbert Prohaska, 1955년 8월 8일 ~ )는 전 오스트리아의 축구 선수이자 축구 감독이다. 포지션은 미드필더였다.
오스트리아 역사상 최고의 축구 선수로 여겨지며, 현재는 오스트리아 국영 방송(ORF)에서 해설자로 일하고 있다. 선수 시절 별명은 그의 곱슬머리에서 비롯된 빛나는 곱슬머리(Schneckerl)였다.

## 클럽 경력
프로하스카는 1972년 FK 아우스트리아 빈에서 데뷔하였다. 1980년까지 그는 4번의 오스트리아 분데스리가 우승과 3번의 오스트리아 컵 우승을 차지하였다. 1980년 FC 인테르나치오날레 밀라노에 입단, 두 번째 시즌에 코파 이탈리아에서 우승하였다. 1982년 AS 로마로 이적해 리그 우승을 했다. 1983년 FK 아우스트리아 빈으로 돌아와 1989년 은퇴하였다.
2003년 11월 오스트리아 축구 협회로부터 UEFA 주빌리 어워드를 수상하였다.

## 국제무대 경력
1974년 11월 터키전에서 국가대표팀에 데뷔한 프로하스카는 1978년 FIFA 월드컵과 1982년 FIFA 월드컵에 출전하였다. 그는 83경기에 나와 10골을 넣었다. 마지막 경기는 1989년 6월 1990년 FIFA 월드컵 예선 아이슬란드전이었다. 1990년 FIFA 월드컵 전에 은퇴하였다.

## 감독 경력
프로하스카는 1989년 현역에서 은퇴한 후, 1990년부터 1992년까지 FK 아우스트리아 빈에서 감독으로 활동하며 2번의 오스트리아 분데스리가 우승과 2번의 오스트리아컵 우승을 이뤘다. 1993년 오스트리아 축구 국가대표팀의 감독이 되어, 오스트리아를 1998년 FIFA 월드컵에 진출시켰다. 1999년 스페인과의 경기에서 9-0으로 참패한 후 사임했으며, 1999년부터 2000년까지 FK 아우스트리아 빈을 감독하였다.

## 기타
프로하스카는 현재 오스트리아 국영 방송(ORF)에서 해설자로 일하고 있다. 2006년 FIFA 월드컵에서 주심 그레이엄 폴이 한 선수에게 옐로카드를 3번 준 것이 경기 전 술을 많이 마셨기 때문이라고 말했었다.